# هموند (کانزاس)
هموند (به انگلیسی: Hammond) یک منطقهٔ مسکونی در ایالات متحده آمریکا است که در کانزاس واقع شده‌است.